# (466468) 2013 TA129
(466468) 2013 TA129 es un asteroide perteneciente al cinturón de asteroides, descubierto el 6 de septiembre de 2013 por el equipo Spacewatch desde el Observatorio Nacional de Kitt Peak (Arizona, Estados Unidos).